# István Basilius
István Basilius (* 1525 in Klausenburg, Fürstentum Siebenbürgen; † 1581) war ein bedeutender Vertreter des siebenbürgischen Unitarismus. Basilius trat im 16. Jahrhundert vor allem als Gegner der nonadorantistischen Ansätze von Franz David in Erscheinung.

## Leben und Wirken
Vermutlich wurde Basilius um 1525 im siebenbürgischen Klausenburg geboren. Sein Vater Deák Balázs war ein angesehener Bürger Klausenburgs. Einer seiner vier Brüder wirkte später als Mediziner. Basilius studierte ab 1549 an den Universitäten Wittenberg und Jena. In Wittenberg zählten u. a. bekannte spätere Unitarier wie Lelio Sozzini, Franz David und Gregor Pauli zu seinen Kommilitonen. 1555 kehrte er nach Siebenbürgen zurück und übernahm eine Stelle an der Klausenburger Stadtschule. Bereits Ende des Jahres übernahm er dort auch das Rektorat, nachdem sein Vorgänger Franz David nach Hermannstadt wechselte. Im Frühjahr 1558 wurde er Stadtprediger für die lutherische ungarische Gemeinde in Klausenburg. Wahrscheinlich heiratete er in jener Zeit Erzsébet Moód, die Tochter des örtlichen Stadtrichters. Zwischen 1560 und 1566 wirkte er als Pfarrer in Retteg (dt. Reckentek), wo auch seine jüngste Tochter geboren wurde. 1558 wechselte er zurück an seine frühere Pfarrstelle nach Klausenburg. Um 1564 soll Basilius sich von der lutherischen Kirche abgewandt und sich der Reformierten Kirche angeschlossen haben. Kurze Zeit später schloss er sich dem radikal-reformatorischen Unitarismus an.
Basilius illustriert in seiner Person somit die Entwicklung der reformatorische Entwicklung Siebenbürgens, die ihren Startpunkt mit dem lutherischen Humanisten Johannes Honterus hatte und schließlich in die Gründung der Reformierten und dann auch der Unitarischen Kirche mündete. Nach einer späteren Äußerung soll er schon 1566 in Klausenburg antitrinitarische Ideen vertreten haben. Schnell entwickelte sich Basilius zu einem führenden Vertreter der noch jungen unitarischen Kirche. Als Pastor von Klausenburg nahm er aktiv an zwei bedeutenden Glaubensdisputationen teil, zum einen an der Disputation vom 8. bis 17. März 1568 in Gyulafehérvár (dt. Weißenburg) und vom 20. bis 25. Oktober 1569 in Várad (dt. Großwardein). Auch beim Zustandekommen der unitarischen Synode in Torda spielte er eine entscheidende Rolle.
Er publizierte zusammen mit Franz David mehrere gemeinsame Schriften und forcierte aktiv die Missionsarbeit. 1570 gründete er eine unitarische Gemeinde in dem wohlhabenden Marktflecken Belényes, wo er bis 1572 selbst als Pfarrer tätig gewesen war. Zudem nahm er auch außerhalb von Belényes an Glaubensdisputationen in Békés (dt. Bekesch), Simánd (Schimand) und Bihar teil. Um 1773 verfasste er vermutlich die Nagyvárader (Großwardeiner) Komödie. 1577 wird er als Pfarrer in Tasnád im Ober-Partium genannt.
In dem ab Ende der 1570er das Kirchenleben bestimmenden Konflikt um den von Franz David vertretenden Nonadorantismus (≈ Nicht-Anbetung Jesu) positionierte sich Basilius auf Seite der Adorantisten um Georg Biandrata und Demeter Hunyadi. In mehreren Briefen und Schriften an die dem Nonadorantismus offen gegenüberstehenden Pfarrern in den von den Türken kontrollierten Regionen wie Paul Karádi und Benedek Óvári wies Basilius auf die seiner Ansicht nach gefährlichen Folgen des Nonadorantismus hin. Im Sommer 1579 publizierte er hierzu eine größere Schrift und wirkte ein Jahr später bei der Judiucium ecclesiarum Polonicarum de causa Francisci Davidis mit. Auf einer Disputation im Sommer 1579 trat er auch direkt gegen Franz David auf. Nachdem der Landtag auf Initiative von Hunyadi festgestellt hatte, dass die von David formulierten nonadorantistischen Thesen gegen das seit 1572 bestehende Verbot religiöser Erneuerungen (Innovationsverbot unter Stephan Báthory) verstoßen würden, wurde David noch im Laufe des Jahres 1579 auf der Burg Deva (dt. Diemrich) inhaftiert, wo er schließlich im November des gleichen Jahres sterben sollte. Die innerkirchliche Debatte über den Nonadorantismus setze sich indes auch nach dem Tod Davids fort. Mit Demeter Hunyadi hatte ein erklärter Gegner des Nonadorantismus die Kirchenführung übernommen. Hunyadi setzte auf einer noch im Sommer 1579 einberufenen Synode den Consensus Ministrorum durch, mit der die soziianische Christologie festgesetzt, die Kindertaufe eingeführt und nonadorantisch-täuferische Positionen marginalisiert wurden. Eine Reihe nonadorantistischer und sabbatarischer Pfarrer und Lehrer wurde in Folge entlassen, hierunter auch der Leiter des Klausenburger Kollegs Miklós Bogáti Fazekas. Basilius selbst besuchte in der zweiten Hälfte des Jahres 1580 die Pfarrer der Gemeinden in Szeged, Simánd, Temesvár (dt. Temeswar), Makó und Csanád (dt. Tschanad), um sie von den judaisierenden Meinungen abzubringen. Auf der anderen Seite machte ihm insbesondere Paul Káradi in Hinblick auf das Schicksal Franz Davids Vorwürfe. Um sich selbst zu verteidigen, schrieb Basilius in Emlékeztetés és intés (Erinnerung und Mahnung), Franz David hätte unter dem Einfluss eines jüdischen Mediziners die zweite These der Enyeder Synode abgelehnt. Diese zweite These sei von denen verfasst und dem Fürsten überreicht worden, die sich schon vor der Verhaftung Franz Davids auf Anraten des fürstlichen Juristen István Dobszai wieder von David und vom Nonadorantismus abgewandt hätten. Die zweite These selbst ist nicht überliefert. Deutlich wird aber, dass Basilius die nonadorantistischen Ansätze als neue und von der bis dahin festgesetzten theologischen Linie der Kirche abweichende Position markierte, sich selbst also im Einklang mit der bisher vertrenden Lehre sah. Den Tod Davids brachte Basilius mit Matthäus 21,43 (Mt 21,43 ) in Verbindung; eine Stelle, die Basilius antijüdisch auslegt. In einem Brief an Karádi vom 5. Dezember 1579 führte er zudem aus, dass er und andere Adorantisten erst unter Druck des Fürsten auf dem Landtag erschienen seien und allein zu Glaubenssätzen Stellung bezogen hätten. In einem Brief an Benedek Óvári vom gleichen Monat schreibt er, dass David sein Versprechen, das Votum der polnischen Prediger anzunehmen, nicht gehalten habe. Er hätte bereits über Gregor Pauli wissen müssen, dass seine Thesen von der Mehrheit der Polnischen Brüder nicht geteilt werden würde.
Neben Basilius Bemühungen, nonadorantistische und judaisierende Einflüsse in der Kirche zu begrenzen, bemühte er sich politisch um die Zurückweisung der Expansion der Jesuiten und stand hierzu auch mit dem Fürstenhaus in Kontakt. 1583 wird er als Pfarrer in Teremi genannt. Hier verfasste er auch einen (adorantistischen) unitarischen Katechismus. Im Frühjahr 1587 hatte er die unitarische Pfarrstelle in Szentmihályfalva inne. In der ersten Hälfte des Jahres 1592 ist er schließlich verstorben.

## Theologie
Basilius Theologie ist stark an die des (polnischen) Sozinianismus angelehnt. In Erscheinung trat er ab 1579 vor allem als Gegner des sich ausbreitenden Nonadorantismus und Sabbatarismus. Bereits in seiner um 1569 (und somit mehrere Jahre vor der Entstehung des siebenbürgischen Nonadorantismus) publizierten Schrift Defensio sententiae Hugonis argumentiert Basilius, dass Vater und Sohn, nicht aber der Heiligen Geist angebetet werden sollen. Ausführlicher befasst sich Basilius 1579 mit den nonadorantistischen Ideen. Hierin wird deutlich, dass die Nicht-Anrufung Christi für Basilius das christliche Glaubensfundament zu untergraben droht. So nennt er zehn Folgen des Nonadorantismus. Er schreibt u. a., dass Christus nicht allein den Weg zum Vater gezeigt, sondern sich selbst bereits als Weg bezeichnet hätte. Gott selbst habe das Heil auf Christus gegründet. Der von Nonadorantisten wie Franz David, Paul Karádi und Benedek Óvari vertretende Position, dass Christus erst nach dem Jüngsten Gericht wieder Macht ausüben würde, entgegnet Basilius, dass Christus selbst gesagt hätte, dass er nach dem Jüngsten Gericht die Macht an den Vater zurückgeben würde. Die Bitten der Apostel und die Briefe des Paulus wären vergeblich gewesen, sollte dem nonadorantistischen Weg gefolgt werden. Basilius kritisiert auch die von Franz David in seinen Briefen verwendete Formel Gnade sei mit Euch und Friede von Gott, dem Vater Christi und dem unseren, da diese Formel nicht der der Paulusbriefe entspreche, wo es heißt Gnade sei mit euch und Friede von Gott, unserm Vater, und dem Herrn Jesus Christus (so z. B. in Röm 1,7, 1. Kor 1,3 und Gal 1,3).

## Werke (Auswahl)
- Az apostoli rövid magyarazattya (Kurze Auslegung des apostolischen Glaubensbekenntnisses), Gyulafehérvár 1568
- Egynehani kerdesec a keresztieni igaz hijtröl (Sammlung von Fragen vom wahren christlichen Glauben), Gyulafehérvár 1568
- Beiträge zur Disputationen von Gyulafehérvár vom 8.–17. März 1568 und von Várad (Großwardein) vom 20. bis 28. Oktober 1569
- Über die Anbetung Christi, Klausenburg/Koloszvár 1579 (Original nicht erhalten)
- Vorwort zu Alexander Vitrelinus: Judiucium ecclesiarum Polonicarum de causa Francisci Davidis, Klausenburg/Koloszvár 1580
- Erklärung der Zehn Gebote, um 1566/68 (nicht erhalten)
- Defensio sententiae Hugonis Cardinalis de adoratione Dei Patris .. non autem Spiritus Sancti, um 1569 (nicht erhalten)
- Cantio de Serveto, um 1569 (nicht erhalten)
- Nagyvárder Komödie, um 1573 (Fragment erhalten)
- Iszonyu dolgok és keresztény hitünkbe való tomlások (Schreckliche Dinge und das Verderben unseres christlichen Glaubens, was daraus folgt, dass Christus nicht so angebetet wird, wie er es befohlen hat), 1579
- Bericht über die Reise in Ungarn an den Fürsten von Siebenbürgen, 1580 (nicht erhalten)
- Aufzeichnungen über seine Familie und Träume, 1580
- Streitschrift gegen die Jesuiten, 1587 (nicht erhalten)
- Briefwechsel von und an Paul Karádi, Péter Melius, György Czeglédi, Ferenc David, Giorgio Biandrata, Benedek Óvári, Kristóf Báthory, Erzsébet Bocskai und Bálint Szentmártoni